# Llista d'episodis de La Patrulla Peluda
La Patrulla Peluda és una sèrie canadenca de dibuixos animats creada per Keith Chapman. És produïda per Spin Master Entertainment, amb l'animació de Guru Studio. Al Canadà la sèrie s'emet a TVOntario, que s'hi va estrenar l'agost del 2013. Als Estats Units la sèrie s'emet al canal Nickelodeon des del 12 d'agost del 2013.
A Catalunya es va estrenar el 20 de desembre de 2024 a la plataforma del canal infantil SX3 i el dia 21 per televisió.

## Temporades
| Temporada | Temporada                    | Episodis                     | #                            | Segments                     | Dates d'emissió        | Dates d'emissió        | Dates d'emissió en català | Dates d'emissió en català |
| Temporada | Temporada                    | Episodis                     | #                            | Segments                     | Primera emissió        | Última emissió         | Primera emissió           | Última emissió            |
| --------- | ---------------------------- | ---------------------------- | ---------------------------- | ---------------------------- | ---------------------- | ---------------------- | ------------------------- | ------------------------- |
|           | 1                            | 1-26                         | 26                           | 48                           | 12 d'agost de 2013     | 18 d'agost de 2014     | 21 de desembre de 2024    | 9 de febrer de 2025       |
|           | 2                            | 27-52                        | 26                           | 48                           | 13 d'agost de 2014     | 2 d'octubre de 2015    | 9 d'abril de 2025         | -                         |
|           | 3                            | 53-78                        | 26                           | 48                           | 20 de novembre de 2015 | 26 de gener de 2017    | -                         | -                         |
|           | 4                            | 79-104                       | 26                           | 47                           | 6 de febrer de 2017    | 8 de març de 2018      | -                         | -                         |
|           | 5                            | 105-130                      | 26                           | 47                           | 6 de febrer de 2018    | 25 de gener de 2019    | -                         | -                         |
|           | 6                            | 131-156                      | 26                           | 49                           | 22 de febrer de 2019   | 23 de juliol de 2021   | -                         | -                         |
|           | 7                            | 157-182                      | 26                           | 45                           | 27 de març de 2020     | 7 de maig de 2021      | -                         | -                         |
|           | 8                            | 183-208                      | 26                           | 53                           | 2 d'abril de 2021      | 21 d'abril de 2023     | -                         | -                         |
|           | PAW Patrol: The Movie        | PAW Patrol: The Movie        | PAW Patrol: The Movie        | PAW Patrol: The Movie        | 20 d'agost de 2021     | 20 d'agost de 2021     | -                         | -                         |
|           | 9                            | 209-234                      | 26                           | 46                           | 25 de març de 2022     | 31 de juliol de 2023   | -                         | -                         |
|           | 10                           | 235-260                      | 26                           | 47                           | 10 de juliol de 2023   | 17 de setembre de 2024 | -                         | -                         |
|           | Paw Patrol: The Mighty Movie | Paw Patrol: The Mighty Movie | Paw Patrol: The Mighty Movie | Paw Patrol: The Mighty Movie | 29 de setembre de 2023 | 29 de setembre de 2023 | -                         | -                         |
|           | 11                           | 261-???                      | 26                           | ?                            | 18 de setembre de 2024 | -                      | -                         | -                         |

## Episodis

### Primera Temporada
| Núm. total | Núm. de la temporada | Títol                                                                             | Data d'emissió original | Data d'emissió en català |
| --- | -------------------- | --------------------------------------------------------------------------------- | ----------------------- | ------------------------ |
| 1a | 1a                   | «La Patrulla fa un rescat passat per aigua» «Pups Make a Splash»                  | 14 de novembre de 2013  | 21 de desembre de 2024   |
| El barco del capità Turbot s'embarranca i en Ryder, en Zuma, la Skye i en Rocky han de buscar una solució plegats per rescatar-lo abans que s'enfonsi!                                                                                             |                      |                                                                                   |                         |                          |
| 1b | 1b                   | «El festival de tardor» «Pups Fall Festival»                                      | 14 de novembre de 2013  | 21 de desembre de 2024   |
| Els cadells han de collir tota la fruita de la Yumi abans que arribi una nevada. Tothom té una tasca assignada menys en Chase, que haurà de trobar la manera d'ajudar.                                                                             |                      |                                                                                   |                         |                          |
| 2a | 2a                   | «La Patrulla salva les tortugues marines» «Pups Save the Sea Turtles»             | 20 d'agost de 2013      | 21 de desembre de 2024   |
| En Ryder, en Chase i en Rubble pensen un pla per ajudar unes tortugues que acaben de sortir de l'ou a travessar la carretera i arribar a la platja!                                                                                                |                      |                                                                                   |                         |                          |
| 2b | 2b                   | «La Patrulla i la cria de balena» «Pups and the Very Big Baby»                    | 20 d'agost de 2013      | 21 de desembre de 2024   |
| Ha aparegut una cria de balena encallada a Badia Aventures i la Patrulla Peluda haurà de trobar la manera d'ajudar-la a tornar amb la seva mare.                                                                                                   |                      |                                                                                   |                         |                          |
| 3a | 3a                   | «Una gatàstrofe» «Pups and the Kitty-tastrophe»                                   | 12 d'agost de 2013      | 22 de desembre de 2024   |
| En Ryder i la Patrulla Peluda rescaten una gateta que s'havia perdut a la badia, però a ells qui els salvarà, dels embolics que provocarà la gateta?                                                                                               |                      |                                                                                   |                         |                          |
| 3b | 3b                   | «La Patrulla salva un tren» «Pups Save a Train»                                   | 12 d'agost de 2013      | 22 de desembre de 2024   |
| En Ryder, en Rubble i en Rocky demanen ajuda a en Chase per rescatar un tren que té la via tallada perquè hi ha hagut una esllavissada de roques. Al tren hi van la Katie i la Cali.                                                               |                      |                                                                                   |                         |                          |
| 4a | 4a                   | «Bub-bub bugui» «Pup Pup Boogie»                                                  | 19 d'agost de 2013      | 27 de desembre de 2024   |
| La Patrulla Peluda ha d'anar corrents a l'estació de Badia Aventures per treure de la via un vagó que ha descarrilat i per arreglar els rails abans que arribi el pròxim tren.                                                                     |                      |                                                                                   |                         |                          |
| 4b | 4b                   | «Patrulla a la boira» «Pups in a Fog»                                             | 19 d'agost de 2013      | 27 de desembre de 2024   |
| S'ha espatllat el llum del far de l'illa de les Foques, i en Ryder i els cadells s'han d'afanyar a arreglar-lo per guiar un creuer enmig de la boira.                                                                                              |                      |                                                                                   |                         |                          |
| 5a | 5a                   | «La Patrulla i les oques» «Pup Pup Goose»                                         | 22 d'agost de 2013      | 29 de desembre de 2024   |
| En Marshall ha fet un amic, en Fuzzy, un pollet d'oca que sempre vol estar amb ell, però el pollet ha de tenir en compte que amb qui ha d'estar és amb la seva família.                                                                            |                      |                                                                                   |                         |                          |
| 5b | 5b                   | «La cursa de globus» «Pup Pup and Away»                                           | 22 d'agost de 2013      | 29 de desembre de 2024   |
| L'alcaldessa de Badia Aventures s'enlaira sense voler amb un globus i en Ryder i els cadells han de fer un rescat espectacular per salvar-la i guanyar una cursa.                                                                                  |                      |                                                                                   |                         |                          |
| 6a | 6a                   | «La Patrulla a la neu» «Pups on Ice»                                              | 8 de gener de 2014      | 24 de desembre de 2024   |
| En Ryder i la Patrulla Peluda han de rescatar l'Alex i en Jake, que han quedat encallats en un pendent de la muntanya. |                      |                                                                                   |                         |                          |
| 6b | 6b                   | «La Patrulla i el monstre de les neus» «Pups and the Snow Monster»                | 8 de gener de 2014      | 4 de gener de 2025       |
| Els cadells troben unes petjades estranyes a la neu de la muntanya que hi ha als afores de Badia Aventures. Tothom es pensa que és un monstre de les neus, i els esquiadors marxen espantats.                                                      |                      |                                                                                   |                         |                          |
| 7a | 7a                   | «La Patrulla salva el circ» «Pups Save the Circus»                                | 21 d'agost de 2013      | 27 de desembre de 2024   |
| El director del circ demana al Ryder i a la Patrulla Peluda que l'ajudin a buscar una elefantona que s'ha escapat. |                      |                                                                                   |                         |                          |
| 7b | 7b                   | «Coc-coc, Patrulla» «Pup a Doodle Do»                                             | 21 d'agost de 2013      | 1 de gener de 2025       |
| Mentre a l'alcaldessa li fan una entrevista a la tele, la Chickaletta, la seva gallina, se li escapa de la bossa on sempre la duu! |                      |                                                                                   |                         |                          |
| 8a | 8a                   | «El tricicle de l'Alex» «Pups Pit Crew»                                           | 26 d'agost de 2013      | 2 de gener de 2025       |
| En Ryder i els cadells han de rescatar l'Alex, que va a tota pastilla amb un supertricicle que ha muntat. |                      |                                                                                   |                         |                          |
| 8b | 8b                   | «El millor cadell bomber» «Pups Fight Fire»                                       | 26 d'agost de 2013      | 2 de gener de 2025       |
| En Marshall provarà de recórrer el circuit dels bombers de Badia Aventures al més ràpid possible per guanyar el trofeu del cadell bomber més ràpid del món.                                                                                        |                      |                                                                                   |                         |                          |
| 9a | 9a                   | «Les llaminadures de la Patrulla» «Pups Save the Treats»                          | 30 de setembre de 2013  | 3 de gener de 2025       |
| La furgoneta del senyor Porter, que porta menjar i llaminadures per als cadells de la Patrulla Peluda, rellisca pel gel i va a parar vora l'aigua. En Ryder i els cadells hauran de salvar la situació.                                            |                      |                                                                                   |                         |                          |
| 9b | 9b                   | «El telecadira espatllat» «Pups Get a Lift»                                       | 30 de setembre de 2013  | 24 de desembre de 2024   |
| La Patrulla Peluda haurà d'ajudar la Katie i la Cali a baixar del telecadira, que s'ha espatllat i ha quedat parat molt amunt per sobre la neu. |                      |                                                                                   |                         |                          |
| 10 | 10                   | «La Patrulla i el barco fantasma» «Pups and the Ghost Pirate»                     | 23 d'octubre de 2013    | 6 de gener de 2025       |
| És Halloween! El capità Turbot ha decorat un barco atrotinat com si fos un barco pirata per fer-hi una festa. Llavors, el barco es fa a la mar de manera misteriosa i tothom es pensa que és culpa d'un fantasma.                                  |                      |                                                                                   |                         |                          |
| 11 | 11                   | «La Patrulla salva Nadal» «Pups Save Christmas»                                   | 12 de desembre de 2013  | 22 de desembre de 2024   |
| Quan el trineu del Pare Noel s'estavella i els rens s'escapen, en Ryder i la Patrulla Peluda han d'ajudar-lo a acabar de repartir els regals i salvar les festes de Nadal!                                                                         |                      |                                                                                   |                         |                          |
| 12a | 12a                  | «La Patrulla coneix en Rubble» «Pups Get a Rubble»                                | 18 de setembre de 2013  | 7 de gener de 2025       |
| El Ryder i el Rocky li expliquen a l'alcaldessa Goodway com van trobar el Rubble en un arbre quan intentava agafar la pilota que se li havia penjat.                                                                                               |                      |                                                                                   |                         |                          |
| 12b | 12b                  | «La patrulla salva en Wally» «Pups Save a Walrus»                                 | 18 de setembre de 2013  | 7 de gener de 2025       |
| En Wally queda enredat en una xarxa de pescar i en Ryder i la Patrulla Peluda han de fer-lo pujar a la superfície i dur-lo fins a la costa sa i estalvi.                                                                                           |                      |                                                                                   |                         |                          |
| 13a | 13a                  | «La Patrulla salva els conillets» «Pups Save the Bunnies»                         | 28 d'agost de 2013      | 26 de desembre de 2024   |
| La Yumi, la grangera, truca a en Ryder perquè li estan desapareixent les pastanagues i necessita que ell i la Patrulla Peluda l'ajudin. |                      |                                                                                   |                         |                          |
| 13b | 13b                  | «El Can-Curs» «Pup-Tacular»                                                       | 28 d'agost de 2013      | 1 de gener de 2025       |
| La Katie té moltes ganes de participar, amb un cadell de la Patrulla Peluda, en un concurs de bellesa per a gossos que es diu Can-curs. |                      |                                                                                   |                         |                          |
| 14a | 14a                  | «La Patrulla salva la Badia» «Pups Save the Bay»                                  | 16 de setembre de 2013  | 2 de gener de 2025       |
| En Ryder i la Patrulla Peluda netegen una taca de petroli al mar per salvar els animals de Badia Aventures. |                      |                                                                                   |                         |                          |
| 14b | 14b                  | «La Patrulla salva els Goodway» «Pups Save a Goodway»                             | 16 de setembre de 2013  | 2 de gener de 2025       |
| Quan l'estàtua més famosa de Badia Aventures acaba al fons del mar, en Ryder i la Patrulla Peluda han de trobar una manera enginyosa de recuperar-la!                                                                                              |                      |                                                                                   |                         |                          |
| 15a | 15a                  | «La Patrulla salva la festa country» «Pups Save a Hoedown»                        | 2 d'octubre de 2013     | 3 de gener de 2025       |
| Hi ha una festa country a Badia Aventures, i un ramat de vaques s'ha escapat d'un tren de l'estació! |                      |                                                                                   |                         |                          |
| 15b | 15b                  | «La Patrulla salva l'Alex» «Pups Save Alex»                                       | 2 d'octubre de 2013     | 3 de gener de 2025       |
| L'Alex vol entrar a la Patrulla Peluda, i en Ryder i els cadells deixen que els ajudi a fer un rescat. |                      |                                                                                   |                         |                          |
| 16a | 16a                  | «La Patrulla i el primer dia d'escola» «Pups Save a School Day»                   | 12 de novembre de 2013  | 7 de gener de 2025       |
| L'Alex perd la motxilla el primer dia d'escola i la Patrulla Peluda l'haurà d'ajudar a trobar-la! |                      |                                                                                   |                         |                          |
| 16b | 16b                  | «La Patrulla fa tornar la llum» «Pups Turn on the Lights»                         | 12 de novembre de 2013  | 26 de desembre de 2024   |
| És l'aniversari d'en Chase i els cadells li preparen una festa sorpresa, però una ventada deixa la ciutat sense llum! |                      |                                                                                   |                         |                          |
| 17a | 17a                  | «La Patrulla salva el dia de piscina» «Pups Save a Pool Day»                      | 13 de novembre de 2013  | 26 de desembre de 2024   |
| Avui fa molta calor i els cadells se'n van al parc aquàtic, però la piscina és buida! La Patrulla Peluda haurà de sortir al rescat! |                      |                                                                                   |                         |                          |
| 17b | 17b                  | «La Patrulla salva el circ» «Circus Pup Formers»                                  | 13 de novembre de 2013  | 7 de gener de 2025       |
| El Raimundo té un problema: els animals no poden arribar a temps per actuar al circ. Sort que l'ajudaran en Ryder i la Patrulla Peluda! |                      |                                                                                   |                         |                          |
| 18 | 18                   | «La Patrulla salva la recerca dels ous de Pasqua» «Pups Save the Easter Egg Hunt» | 14 d'abril de 2014      | 9 de febrer de 2025      |
| A Badia Aventures, la Patrulla ajuda l'alcaldessa a preparar la recerca anual dels ous de Pasqua. Finalment, però, hauran de buscar un ou molt especial que farà que en Ryder i la Patrulla Peluda visquin una aventura emocionant!                |                      |                                                                                   |                         |                          |
| 19a | 19a                  | «La Patrulla salva un supercadell» «Pups Save a Super Pup»                        | 10 de gener de 2014     | 27 de desembre de 2024   |
| Jugant a fer de superheroi, en Rubble es fica en un bon embolic. Ara en Ryder i la Patrulla Peluda han de salvar en Rubble! |                      |                                                                                   |                         |                          |
| 19b | 19b                  | «La Patrulla salva del robot d'en Ryder» «Pups Save Ryder's Robot»                | 10 de gener de 2014     | 8 de gener de 2025       |
| El gos robot d'en Ryder s'espatlla i es posa a fer destrosses per Badia Aventures. Tota la Patrulla Peluda haurà d'ajudar en Ryder a atrapar-lo.                                                                                                   |                      |                                                                                   |                         |                          |
| 20a | 20a                  | «La Patrulla i el mico» «Pups Go All Monkey»                                      | 5 de març de 2014       | 8 de gener de 2025       |
| La Mandy, un mico que va en tren cap a la selva, s'escapa del vagó, i la Patrulla Peluda l'haurà d'atrapar sigui com sigui. |                      |                                                                                   |                         |                          |
| 20b | 20b                  | «La Patrulla salva un mussol» «Pups Save a Hoot»                                  | 5 de març de 2014       | 9 de gener de 2025       |
| Una ventada fa caure un arbre amb un mussol a dins, i en Ryder i la Patrulla han de rescatar-lo abans que l'arbre caigui per un penya-segat! |                      |                                                                                   |                         |                          |
| 21a | 21a                  | «La Patrulla salva un ratpenat» «Pups Save a Bat»                                 | 7 de març de 2014       | 31 de desembre de 2024   |
| Un ratpenat es posa a fer una becaina a la campana de l'Ajuntament i a l'alcaldessa no li fa gràcia perquè si el ratpenat hi és, ella no pot tocar la campana.                                                                                     |                      |                                                                                   |                         |                          |
| 21b | 21b                  | «La Patrulla salva les dents» «Pups Save a Toof»                                  | 7 de març de 2014       | 1 de gener de 2025       |
| L'Alex té por d'anar al dentista i en Chase i la Patrulla Peluda li ensenyaran que la por sempre es pot superar. |                      |                                                                                   |                         |                          |
| 22a | 22a                  | «La Patrulla salva un dia de càmping» «Pups Save the Camping Trip»                | 22 de maig de 2014      | 1 de gener de 2025       |
| La Skye i en Rocky se'n van d'acampada, però, quan la Chickaletta cau per una escletxa, han de trucar a la Patrulla Peluda perquè l'ajudi. |                      |                                                                                   |                         |                          |
| 22b | 22b                  | «La Patrulla i les tortugues» «Pups and the Trouble with Turtles»                 | 22 de maig de 2014      | 2 de gener de 2025       |
| Comencen a aparèixer un munt de tortugues a Badia Aventures, i en Ryder i la Patrulla Peluda les hauran d'ajudar a tornar a l'estany, que és casa seva.                                                                                            |                      |                                                                                   |                         |                          |
| 23a | 23a                  | «La Patrulla i les mongetes màgiques» «Pups and the Beanstalk»                    | 20 de maig de 2014      | 2 de gener de 2025       |
| En Rubble fa una migdiada sota un arbre de la granja de la Yumi, i de cop i volta hi ha una emergència de les grosses a Badia Aventures: l'Alex s'ha tornat gegant!                                                                                |                      |                                                                                   |                         |                          |
| 23b | 23b                  | «La Patrulla salva els Turbots» «Pups Save the Turbots»                           | 20 de maig de 2014      | 3 de gener de 2025       |
| El capità Turbot vol fer una foto d'un ocell molt rar i el seu cosí francès decideix ajudar-lo, però es queda penjant d'un penya-segat! |                      |                                                                                   |                         |                          |
| 24a | 24a                  | «La Patrulla i el bugui del far» «Pups and the Lighthouse Boogie»                 | 6 de maig de 2014       | 3 de gener de 2025       |
| L'alcaldessa Goodway i l'Alex surten en barca a mirar un narval, però una tempesta els arrossega mar endins! |                      |                                                                                   |                         |                          |
| 24b | 24b                  | «La Patrulla salva en Ryder» «Pups Save Ryder»                                    | 6 de maig de 2014       | 6 de gener de 2025       |
| En Ryder troba la cabra Garbie atrapada en una cornisa de la muntanya i prova de rescatar-la, però ara l'hauran de rescatar a ell! |                      |                                                                                   |                         |                          |
| 25a | 25a                  | «La gran cursa de la Patrulla Peluda» «Pups Great Race»                           | 8 de maig de 2014       | 6 de gener de 2025       |
| És el dia de la gran cursa, i la Patrulla travessarà tota la ciutat per veure qui és el més ràpid. |                      |                                                                                   |                         |                          |
| 25b | 25b                  | «El concurs de pastissos» «Pups Take the Cake»                                    | 8 de maig de 2014       | 17 de gener de 2025      |
| El senyor Porter vol participar en el concurs de pastissos d'enguany, però no sap si podrà perquè se li ha cremat el seu. Per poder-lo acabar necessitarà l'ajuda d'en Ryder i la Patrulla!                                                        |                      |                                                                                   |                         |                          |
| 26 | 26                   | «La Patrulla i el tresor pirata» «Pups and the Pirate Treasure»                   | 18 d'agost de 2014      | 7 de gener de 2025       |
| El capità Turbot cau per accident a una cova secreta que havia estat l'amagatall d'un pirata. Quan els membres de la Patrulla Peluda rescaten el capità, troben un mapa del tresor incomplet. Ara l'aventura consisteix a trobar el tresor pirata! |                      |                                                                                   |                         |                          |

### Segona Temporada
| Núm. total | Núm. de la temporada | Títol                                                                               | Data d'emissió original | Data d'emissió en català |
| --- | -------------------- | ----------------------------------------------------------------------------------- | ----------------------- | ------------------------ |
| 27a | 1a                   | «La Patrulla salva els pingüins» «Pups Save the Penguins»                           | 22 d'agost de 2014      | 9 d'abril de 2025        |
| Al capità Turbot li comença a desaparèixer el peix del barco i en Ryder i la Patrulla Peluda ho han d'investigar. |                      |                                                                                     |                         |                          |
| 27b | 1b                   | «La Patrulla salva un dofinet» «Pups Save a Dolphin Pup»                            | 22 d'agost de 2014      | 9 d'abril de 2025        |
| Una cria de dofí es fica en un riu poc fondo sense voler i la Patrulla Peluda l'haurà de salvar abans que s'hi quedi encallada. |                      |                                                                                     |                         |                          |
| 28a | 2a                   | «La Patrulla salva un extraterrestre» «Pups Save the Space Alien»                   | 13 d'agost de 2014      | 9 d'abril de 2025        |
| Una nau extraterrestre ha fet un aterratge forçós a prop de la granja de la Yumi! La Patrulla Peluda ajudarà el petit extraterrestre que la portava a tornar a casa seva.                                                                  |                      |                                                                                     |                         |                          |
| 28b | 2b                   | «La Patrulla salva una granota voladora» «Pups Save a Flying Frog»                  | 13 d'agost de 2014      | 10 d'abril de 2025       |
| El Marshall té una granota que es diu Smiley i com que salta molt, la vol presentar a un concurs de salts. |                      |                                                                                     |                         |                          |
| 29a | 3a                   | «La Patrulla salva en Jake» «Pups Save Jake»                                        | 16 d'setembre de 2014   | 10 d'abril de 2025       |
| En Jake fa espeleologia amb en Chase i li queda el peu travat en unes roques que hi ha al fons d'una cova! |                      |                                                                                     |                         |                          |
| 29b | 3b                   | «La Patrulla salva la desfilada» «Pups Save the Parade»                             | 16 d'setembre de 2014   | 10 d'abril de 2025       |
| Abans de la desfilada del Dia de Badia Aventures, l'Alex posa massa globus a la carrossa de la Katie, que surt desfilant, però cap al cel!                                                                                                 |                      |                                                                                     |                         |                          |
| 30a | 4a                   | «La Patrulla salva la campana de busseig» «Pups Save the Diving Bell»               | 17 d'setembre de 2014   | 11 d'abril de 2025       |
| Els Turbot han baixat al fons del mar, però se'ls encalla la campana de busseig! La Patrulla Peluda haurà d'anar a rescatar-los! |                      |                                                                                     |                         |                          |
| 30b | 4b                   | «La Patrulla salva els castors» «Pups Save the Beavers»                             | 17 d'setembre de 2014   | 11 d'abril de 2025       |
| Les fustes del graner de la Yumi les rosega un castor que ha perdut la seva cabana per culpa d'una tempesta! La Patrulla l'ajudarà a reconstruir casa seva.                                                                                |                      |                                                                                     |                         |                          |
| 31a | 5a                   | «La Patrulla salva un fantasma» «Pups Save a Ghost»                                 | 20 d'octubre de 2014    | 11 d'abril de 2025       |
| A en Rubble li sembla que hi ha un fantasma sembrant el caos al voltant de la Torre i avisa tota la Patrulla Peluda perquè l'ajudin a trobar-lo.                                                                                           |                      |                                                                                     |                         |                          |
| 31b | 5b                   | «La Patrulla salva una obra de teatre» «Pups Save a Show»                           | 20 d'octubre de 2014    | 16 d'abril de 2025       |
| Els cadells han de fer una obra de teatre i al capità Turbot li cau a sobre l'escenari que construïa. La Patrulla l'haurà d'ajudar. |                      |                                                                                     |                         |                          |
| 32 | 6                    | «Un cadell nou» «The New Pup»                                                       | 14 de novembre de 2014  | 14 d'abril de 2025       |
| La Patrulla Peluda estrena el Patrullabús per anar a salvar en Jake, que s'ha perdut al gel i coneix l'Everest, una gosseta que hi ha anat a donar un cop de pota!                                                                         |                      |                                                                                     |                         |                          |
| 33a | 7a                   | «Pups Jungle Trouble»                                                               | 18 de novembre de 2014  | Sense anunciar           |
| 33b | 7b                   | «Pups Save a Herd»                                                                  | 18 de novembre de 2014  | Sense anunciar           |
| 34a | 8a                   | «La Patrulla i la gran gelada» «Pups and the Big Freeze»                            | 20 de novembre de 2014  | 12 d'abril de 2025       |
| Ha fet una gran glaçada a Badia Aventures, i la Patrulla Peluda ho aprofita per passar-s'ho bé patinant... fins que l'alcaldessa truca al Ryder per demanar ajuda!                                                                         |                      |                                                                                     |                         |                          |
| 34b | 8b                   | «La Patrulla salva un partit de bàsquet» «Pups Save a Basketball Game»              | 20 de novembre de 2014  | 12 d'abril de 2025       |
| L'alcaldessa Goodway desafia l'equip de l'alcalde Humdinger a fer un partit de bàsquet. La Patrulla entra en acció i es converteix en els Estrelles de Badia Aventures!                                                                    |                      |                                                                                     |                         |                          |
| 35a | 9a                   | «La Patrulla salva l'Ace» «Pups Save an Ace»                                        | 22 d'octubre de 2014    | 12 d'abril de 2025       |
| L'Ace, una pilot d'acrobàcies, té una avaria al motor de l'avioneta en ple vol i la Skye i la Patrulla Peluda l'han de salvar perquè pugui fer l'espectacle aeri que està previst!                                                         |                      |                                                                                     |                         |                          |
| 35a | 9b                   | «La Patrulla salva un casament» «Pups Save a Wedding»                               | 22 d'octubre de 2014    | 12 d'abril de 2025       |
| Una tempesta destrossa el cobert on la Yumi i l'Al han de fer el convit del seu casament, i la Patrulla Peluda l'haurà d'arreglar a temps!                                                                                                 |                      |                                                                                     |                         |                          |
| 36a | 10a                  | «La Patrulla salva un concurs de talents» «Pups Save a Talent Show»                 | 6 de gener de 2015      | 12 d'abril de 2025       |
| Avui hi ha un concurs de talents a Badia Aventures i l'alcaldessa troba que no hi ha prou participants. Per sort, la Patrulla Peluda té talent de sobres per apuntar-s'hi!                                                                 |                      |                                                                                     |                         |                          |
| 36b | 10b                  | «La Patrulla salva la collita de blat de moro» «Pups Save the Corn Roast»           | 6 de gener de 2015      | 12 d'abril de 2025       |
| La Chickaletta es perd en un laberint d'un camp de blat de moro i la Patrulla Peluda l'ha d'anar a rescatar urgentment! |                      |                                                                                     |                         |                          |
| 37a | 11a                  | «La Patrulla deixa en Marshall sol a casa» «Pups Leave Marshall Home Alone»         | 8 de gener de 2015      | 12 d'abril de 2025       |
| Mentre els altres cadells van a fer pràctiques de paracaigudisme, en Marshall ha de trobar ell sol uns gatets que s'han perdut. Però té l'ajuda de les motxilles dels altres!                                                              |                      |                                                                                     |                         |                          |
| 37b | 11b                  | «La Patrulla salva els cérvols» «Pups Save the Deer»                                | 8 de gener de 2015      | 12 d'abril de 2025       |
| En Ryder i la Patrulla Peluda han de salvar una família de cérvols que ha quedat atrapada al gel! |                      |                                                                                     |                         |                          |
| 38a | 12a                  | «La Patrulla salva el lloro» «Pups Save the Parrot»                                 | 2 de març de 2015       | 17 d'abril de 2025       |
| La Patrulla Peluda se'n va a la selva a ajudar el seu amic Carlos a trobar un lloro que s'ha perdut. |                      |                                                                                     |                         |                          |
| 38b | 12b                  | «La Patrulla salva l'abella reina» «Pups Save the Queen Bee»                        | 2 de març de 2015       | 17 d'abril de 2025       |
| El capità Turbot descobreix un rusc d'abelles al far i demana ajuda a la Patrulla Peluda perquè l'ajudin a buscar-los un altre lloc per viure.                                                                                             |                      |                                                                                     |                         |                          |
| 39 | 13                   | «La Patrulla salva la gossa sirena» «Pups Save a Mer-Pup»                           | 20 de març de 2015      | 18 d'abril de 2025       |
| La Patrulla Peluda i el capità Turbot acampen sota la lluna sirena màgica i comencen a passar tot de coses fantàstiques. Atrets per la melodiosa cançó de la gossa sirena, els cadells també acaben transformats en gossos sirena!         |                      |                                                                                     |                         |                          |
| 40a | 14a                  | «La Patrulla salva una família d'elefants» «Pups Save an Elephant Family»           | 6 de març de 2015       | 18 d'abril de 2025       |
| La Patrulla Peluda fa una excursió per la selva i acaba havent d'ajudar una família d'elefants! |                      |                                                                                     |                         |                          |
| 40b | 14b                  | «La Patrulla i els gatets entremaliats» «Pups and the Mischievous Kittens»          | 6 de març de 2015       | 21 d'abril de 2025       |
| Per guanyar el premi del concurs de la Ciutat més Neta, la Patrulla Peluda haurà de salvar Badia Aventures del Grup de Gatets Gamberros de l'alcalde Humdinger!                                                                            |                      |                                                                                     |                         |                          |
| 41a | 15a                  | «La Patrulla salva un amic» «Pups Save a Friend»                                    | 13 de febrer de 2015    | 21 d'abril de 2025       |
| En Marshall decideix plegar una temporada de la Patrulla Peluda perquè es pensa que els companys no el volen, però els companys de seguida el van a buscar!                                                                                |                      |                                                                                     |                         |                          |
| 41b | 15b                  | «La Patrulla salva una polissona» «Pups Save a Stowaway»                            | 13 de febrer de 2015    | 21 d'abril de 2025       |
| La Patrulla Peluda se'n va a comptar pingüins i es troba una polissona al Patrullabús que s'escapa amb una màquina llevaneu! |                      |                                                                                     |                         |                          |
| 42a | 16a                  | «Les aventures de la Patrulla fent de cangur» «Pups' Adventures in Babysitting»     | 4 de març de 2015       | 22 d'abril de 2025       |
| L'alcaldessa truca a la Patrulla Peluda perquè ajudi els seus nebots a baixar d'un arbre i de passada els facin de cangur. |                      |                                                                                     |                         |                          |
| 42b | 16b                  | «La Patrulla salva els focs artificials» «Pups Save the Fireworks»                  | 4 de març de 2015       | 22 d'abril de 2025       |
| Els repartidors s'han equivocat i a l'alcaldessa li han portat un paquet de porquets en lloc dels focs artificials que esperava. |                      |                                                                                     |                         |                          |
| 43a | 17a                  | «La Patrulla contra el refredat» «Pups Save a Sniffle»                              | 7 d'abril de 2015       | 22 d'abril de 2025       |
| Avui hi ha mitja Patrulla Peluda de baixa. Mentre en Rubble i en Ryder busquen els porcs que se li han escapat a l'Al, en Marshall ha de cuidar els cadells refredats!                                                                     |                      |                                                                                     |                         |                          |
| 43b | 17b                  | «La Patrulla i el fantasma de la cabana» «Pups and the Ghost Cabin»                 | 7 d'abril de 2015       | 22 d'abril de 2025       |
| Primer li desapareix el dinar a en Rubble, i després la carmanyola d'en Jake es mou sola. Pot ser que hi hagi un fantasma? |                      |                                                                                     |                         |                          |
| 44a | 18a                  | «La Patrulla salva una aventura» «Pups Save an Adventure»                           | 9 d'abril de 2015       | 22 d'abril de 2025       |
| En Marshall i la Patrulla Peluda ensenyen a l'Alex a prevenir incendis al bosc! |                      |                                                                                     |                         |                          |
| 44b | 18b                  | «La patrulla salva una sorpresa» «Pups Save a Surprise»                             | 9 d'abril de 2015       | 23 d'abril de 2025       |
| Avui sembla un dia normal a Badia Aventures, ple d'emergències per als cadells. El que no saben és que els espera una sorpresa: és el Dia d'Homenatge a la Patrulla Peluda!                                                                |                      |                                                                                     |                         |                          |
| 45 | 19                   | «Pup-Fu!»                                                                           | 16 d'octubre de 2015    | Sense anunciar           |
| 46a | 20a                  | «La Patrulla salva la Cursa d'Alcaldes» «Pups Save the Mayor's Race»                | 12 de maig de 2015      | 23 d'abril de 2025       |
| Ja arriba la cursa d'alcaldes anual, i l'alcalde Humdinger té un pla malèvol per mirar de guanyar fent trampes. |                      |                                                                                     |                         |                          |
| 46b | 20a                  | «La Patrulla i el botí d'un bandit» «Pups Save an Outlaw's Loot»                    | 12 de maig de 2015      | 24 d'abril de 2025       |
| Quan en Ryder troba el mapa d'un tresor enterrat, l'alcalde Humdinger n'aconsegueix una còpia i se'n va a buscar-lo per quedar-se'l. |                      |                                                                                     |                         |                          |
| 47a | 21a                  | «La Patrulla salva la Walinda» «Pups Save Walinda»                                  | 14 de maig de 2015      | 24 d'abril de 2025       |
| El capità Turbot i la Patrulla Peluda han preparat una festa per a en Wally. Quan no s'hi presenta i el van a buscar, descobreixen que té una amiga nova, la Walinda!                                                                      |                      |                                                                                     |                         |                          |
| 47b | 21b                  | «La Patrulla salva un os enorme» «Pups Save a Big Bone»                             | 14 de maig de 2015      | 24 d'abril de 2025       |
| El capità Turbot i en François troben un os de dinosaure fent una excavació, però una esllavissada els deixa atrapats dalt d'un cingle! |                      |                                                                                     |                         |                          |
| 47a | 22a                  | «La Patrulla salva en François» «Pups Save a Floundering Francois»                  | 29 de maig de 2015      | 24 d'abril de 2025       |
| El capità Turbot i el seu cosí François busquen amb el Flounder, però xoquen amb una roca i el vaixell es comença a enfonsar! Per rescatar-los caldrà que vinguin tots els cadells.                                                        |                      |                                                                                     |                         |                          |
| 47b | 22b                  | «La Patrulla salva els pingüins polissons » «Pups Save the Pop-Up Penguins»         | 29 de maig de 2015      | 25 d'abril de 2025       |
| Uns pingüins s'han escampat per tot Badia Aventures! És hora de trucar a la Patrulla Peluda! |                      |                                                                                     |                         |                          |
| 48a | 23a                  | «La Patrulla salva un campionat de surf de neu» «Pups Save a Snowboard Competition» | 4 de desembre de 2015   | 25 d'abril de 2025       |
| En Jake i l'Everest tenen moltes ganes de fer el campionat de surf de neu, però resulta que hi ha hagut un temporal i la pista ha quedat colgada de neu.                                                                                   |                      |                                                                                     |                         |                          |
| 48b | 23b                  | «La Patrulla salva una gallina del mar» «Pups Save a Chicken of the Sea»            | 4 de desembre de 2015   | 25 d'abril de 2025       |
| La Cali i la Chickaletta han quedat atrapades dins la campana de busseig del capità Turbot. En Ryder i la Patrulla surten a rescatar-les, però topen amb un nudibranqui gegant!                                                            |                      |                                                                                     |                         |                          |
| 49a | 24a                  | «La Patrulla salva una pizza » «Pups Save a Pizza»                                  | 24 d'agost de 2015      | 25 d'abril de 2025       |
| L'Alex i el senyor Porter porten massa de pizza a can Jake per fer una gran festa, però pel camí se'ls punxa una roda i la furgoneta està a punt de caure daltabaix d'un cingle. Els haurà de rescatar la Patrulla Peluda!                 |                      |                                                                                     |                         |                          |
| 49b | 24b                  | «La Patrulla salva la Skye» «Pups Save Skye»                                        | 24 d'agost de 2015      | 25 d'abril de 2025       |
| Volant cap a la muntanya d'en Jake, la Skye ha de fer un aterratge d'emergència a la neu. En Ryder demana ajuda a l'Everest, que salva la situació!                                                                                        |                      |                                                                                     |                         |                          |
| 50a | 25a                  | «La Patrulla salva el concert de bub-and-roll » «Pups Save the Woof and Roll Show»  | 18 de setembre de 2015  | 28 d'abril de 2025       |
| Una estrella del rock ha de venir a fer un concert, però una tempesta ha deixat la ciutat i l'escenari fets un nyap! Ho podrà arreglar, la Patrulla Peluda?                                                                                |                      |                                                                                     |                         |                          |
| 50b | 25b                  | «La Patrulla salva una àguila» «Pups Save an Eagle»                                 | 18 de setembre de 2015  | 28 d'abril de 2025       |
| La Patrulla ha de salvar una àguila que s'ha quedat entortolligada amb un cordill i no pot sortir del niu! |                      |                                                                                     |                         |                          |
| 51 | 26                   | «La Patrulla borda amb dinosaures» «Pups Bark with Dinosaurs»                       | 2 d'octubre de 2015     | 28 d'abril de 2025       |
| Fent una excavació en un jaciment, la Patrulla Peluda descobreix tres ous fossilitzats. De cop i volta, en surten tres pollets de pterodàctil que comencen a córrer per Badia Aventures. Ara la patrulla haurà de capturar els dinosaures! |                      |                                                                                     |                         |                          |

### Tercera Temporada
| Núm. total | Núm. de la temporada | Títol          | Data d'emissió original | Data d'emissió en català |
| ---------- | -------------------- | -------------- | ----------------------- | ------------------------ |
| 53a        | 1a                   | Sense anunciar | Sense anunciar          | Sense anunciar           |